# 吉田尚記 BUZZ ニッポン
『吉田尚記 BUZZ ニッポン』（よしだひさのり バズ・ニッポン）とは、ニッポン放送で2012年10月6日から2013年3月30日まで放送されていたラジオ番組である。

## 概要
番組のコンセプトとしては、音楽・映像・アート・サブカルチャーと、いろんな情報に敏感な大人のリスナーと、最先端のクリエイターやキュレーターを、ラジオとソーシャルメディアでマルチに繋ぐ画期的な番組で、世界一“クール”な街、東京・有楽町から全世界に発信するものである。
タイトルの「Buzz」は「世の中を騒がす」という意味合いがあり、「世の中で騒がれている」＝「Buzzっている」情報を発信するという意味でもある。
吉田は2010年度にナイターオフの同一枠で「サタデーキューティナイト アイドルスタジオNo.1」のサポート役でも出演しており2年ぶりに復帰。

## ネット局・放送時間・ネット配信時間
- ニッポン放送・毎週土曜日19:00 - 20:40 - 放送中、19:56頃にニッポン放送交通情報を内包。九段センターへの呼びかけは吉田ではなく宿直のくり万太郎が行っている。
- 秋田放送・毎週土曜日19:00 - 21:00[2]
- 山形放送・毎週土曜日19:00 - 21:00[3]
- ラジオ福島・毎週土曜日19:00 - 20:00[4]
- 茨城放送・毎週土曜日19:00 - 21:00[5]
- 信越放送・毎週土曜日19:00 - 20:00[6]
- 北日本放送・毎週土曜日19:00 - 21:00[7]
- 北陸放送・毎週土曜日19:00 - 21:00[8]
- 福井放送・毎週土曜日19:00 - 21:00[9]
- 山陰放送・毎週土曜日20:00 - 21:00[10][11]
- 高知放送・毎週土曜日20:00 - 21:00[12]
- 長崎放送・毎週土曜日19:00 - 21:00[13]
- 南日本放送・毎週土曜日19:00 - 21:00[14]
- ニコニコ生放送動画配信・土曜日19:00 - 20:30

※放送分によってはネット局のみの放送分、LFのみ未放送でネット局+ニコ生のみ放送分もあった。
（野球中継やプレーオフ、日本シリーズ中継などの兼ね合いで）

## コーナー
- 大人のバカ添付ファイル

ネタに特化したコーナー、ペリーによる「開国のご提案.ppt」のように、リスナーから寄せられた空想の企画書や報告書等の妄想添付ファイルを紹介する。
- XperiaTM presents 吉田尚記 Connect to you（よしだひさのり コネクト・トゥ・ユー／番組内、19時15分頃-19時45分頃）・・・アシスタント：池澤あやか

吉田とプログラマーの加畑健志が共同開発した、話題のスマートフォンアプリ「Toneconnect」やXperiaの魅力、その他のアプリを紹介する企画で、この番組の目玉コーナー。なお、コーナー初回放送分は、2012年9月23日に開催された、「東京ゲームショー2012」の中で行われた、公開録音の模様を放送した。
なお、12月31日の21:30からは公開録音の模様を放送。
- BUZZトーク・BUZZテレフォン（20時台・ロッテ協力）

毎回、ゲストを迎えて、トークを繰り広げる。なお、「BUZZ トーク」のサブタイトルが決まってないため、リスナーにコーナーのサブタイトルを考えてもらい、その結果、「ガム剤師よっぴーが応援!」に決まった。